# モフセン・ハールシー
モフセン・ハールシー（Mohsin Al-Harthi、1976年7月17日 - ）は、サウジアラビアの元サッカー選手。元サウジアラビア代表。ポジションはディフェンダー。

## 来歴
1999年6月にサウジアラビア代表デビュー。翌月のFIFAコンフェデレーションズカップ1999では全5試合に出場、4位となった。また、出場機会は無かったが、2002 FIFAワールドカップのメンバーにも選ばれた。サウジアラビア代表で11試合に出場、1得点をあげた。

## 代表歴

### 出場大会
- サウジアラビア代表
  - 2002 FIFAワールドカップ

### 試合数
- 国際Aマッチ 22試合 1得点（1999年-2002年）[1]

| サウジアラビア代表 | 国際Aマッチ | 国際Aマッチ |
| 年                 | 出場        | 得点        |
| ------------------ | ----------- | ----------- |
| 1999               | 12          | 0           |
| 2000               | 0           | 0           |
| 2001               | 7           | 1           |
| 2002               | 3           | 0           |
| 通算               | 22          | 1           |